# Bochenek (jezioro)
Bochenek – jezioro w Polsce, położone w województwie wielkopolskim, w powiecie poznańskim, w gminie Stęszew, w granicach administracyjnych miasta Stęszew, na Wysoczyźnie Grodziskiej. 

## Charakterystyka
Akwen zlokalizowany jest na północny wschód od centrum miasta, przy drodze krajowej nr 5 (ul. Dąbrowskiego).
Jezioro ma owalny kształt, zbliżony do bochenka chleba, co dało asumpt nazwie. Jest bardzo silnie narażone na degradację antropogeniczną, nie tylko z uwagi na przebiegającą brzegiem szosę, ale także z powodu bliskiego sąsiedztwa miasta i dwóch wsi – Dębna i Dębienka. Obok Kociołka i Skrzynki należy do najmniejszych jezior Wielkopolskiego Parku Narodowego i jego otuliny. Akwen posiada jeden bezimienny, uregulowany odpływ (okresowy), łączący go z rzeką Trzebawką na terenie rezerwatu Bagno Dębienko. Otoczenie stanowią podmokłe zarośla i użytki rolne. Sąsiaduje z jeziorami Lipno i Dębno. W pobliżu stoi Motel AB (przy szosie).

## Dane morfometryczne
Powierzchnia jeziora wynosi 4,5 ha, a powierzchnia zlewni – 28,5 ha. Długość linii brzegowej to 806 m.